# Pierre Charles Cior
Pierre Charles Cior (Paris, 1769 - Oran, 1840) est un miniaturiste français de la fin du XVIIIe siècle et du début du XIXe.

## Biographie
Pierre Charles Cior est un élève de Bazil[Qui ?]. Il expose un cadre contenant plusieurs miniatures au Salon de 1796, et deux autres miniatures en 1799 (les portraits de Louis-Antoine Saintomer l'aîné et de son épouse). Ce n’est que 31 ans plus tard, en 1831, que Cior participe de nouveau au Salon. Il y fait sa dernière apparition en 1838. Cet artiste a beaucoup voyagé tout au long de sa carrière mais les détails de ses voyages nous sont inconnus. Il est le miniaturiste attitré du Roi d’Espagne et exécute pour la Russie les portraits de l’Empereur Paul I et de sa femme, du Prince Kourakin, du Prince Nerarkin et de son fils, du Prince Jnoupow et de son fils, de la Princesse Poniatowska et de l’Impératrice douairière de Russie. On lui doit aussi le portrait du pape Pie VII, de la Reine des Pays-Bas, du Prince Eszterhazy père, de Mme de Laval, du Duc de Luxembourg, de Mlle de Montmorency. Il laisse également le portrait en miniature de  Louis XVIII, un portrait jeune de Marie-Amélie de Bourbon-Siciles, dernière Reine des Français, épouse de Louis-Philippe, ainsi que celui de plusieurs autres personnalités.

Sélection d'œuvres de Pierre Charles Cior
Alexandre Bezborodko, miniature, Cleveland Museum of Art
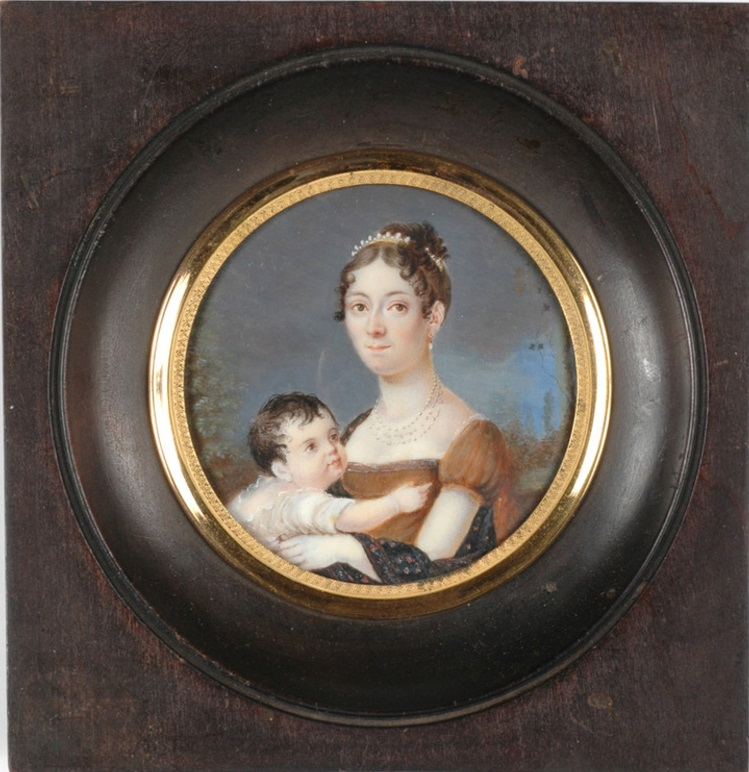
Une dame et son enfant, miniature, collection privée
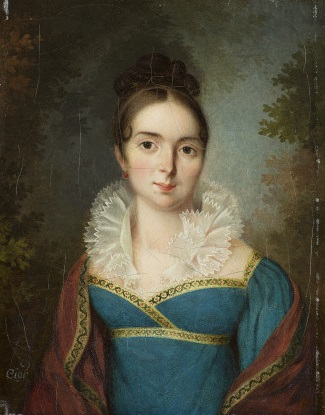
Une jeune fille en robe bleue

### Famille
Cior épouse Jeanne Suzanne Morel à Paris en l'église Saint-Germain-l'Auxerrois le 9 juillet 1792. De cette union, sont nés plusieurs enfants, dont Jean Félix Cior, né à Paris le 9 mars 1798. Au mariage tardif de ce dernier en 1861, il est indiqué que son père, Pierre Charles Cior, est décédé à Oran en Algérie.
Un autre fils du peintre est Jean Louis Cior, né à Paris le 15 juillet 1810.